# Myrichthys
Myrichthys è un genere di pesci anguilliformi della famiglia Ophichthidae.

## Specie
- Myrichthys aspetocheiros McCosker & Rosenblatt, 1993
- Myrichthys breviceps (Richardson, 1848)
- Myrichthys colubrinus (Boddaert, 1781)
- Myrichthys maculosus (Cuvier, 1816)
- Myrichthys magnificus (Abbott, 1860)
- Myrichthys ocellatus (Lesueur, 1825)
- Myrichthys paleracio
- Myrichthys pantostigmius Jordan & McGregor in Jordan & Evermann, 1898
- Myrichthys pardalis (Valenciennes, 1839)
- Myrichthys tigrinus Girard, 1859
- Myrichthys xysturus (Jordan & Gilbert, 1882)